# Riccardo Grifoni
Riccardo Grifoni, född den 5 juni 1845 i Florens, död den 17 november 1933 i Rom, var en italiensk bildhuggare. 
Han erhöll den första undervisningen i bildhuggarkonsten av sin far, som var en ganska framstående konstnär. Han begav sig till Rom för att fortsätta sina studier, men, förföljd av den påvliga regeringen, måste han 1862 lämna denna stad och återvände till Florens, där han erhöll Dupré till lärare. Efter fyra år vände han dock tillbaka till Rom, där han nu tog sitt varaktiga uppehåll. Grifoni var en ytterst produktiv konstnär. Bland hans arbeten räknas som de främsta: monumentet över skådespelerskan Amalia Fumagalli; monumentet över Xavier de Mérode; en staty, framställande Orestes; en annan, framställande Herminia, till vilken han hämtat idén från Tasso; en av Viktor Emanuel II beställd staty, som föreställer en gosse och är betitlad "Den första sorgen". Vidare har man av hans hand en bröstbild av Umberto I, vilken är uppställd i deputeradekammaren, en staty av prinsen av Neapel, en bröstbild av Camillo di Cavour samt en mängd byster av framstående personer.